# 普罗夫维登蒂
普罗夫维登蒂（義大利語：Provvidenti），是意大利坎波巴索省的一个市镇。总面积13平方公里，人口131人，人口密度10.1人/平方公里（2009年）。ISTAT代码为070056。